# Kanice (Jaźwiny)
Kanice – część wsi Jaźwiny w Polsce, położona w województwie dolnośląskim, w powiecie trzebnickim, w gminie Trzebnica.
W latach 1975–1998 Kanice należały administracyjnie do województwa wrocławskiego.